# Wardein
Wardein, auch Guardein, (lat. guardianus „Wächter, Hüter“) ist der Titel eines Beamten, der in Mittelalter und Frühneuzeit die Erze und die Münzen untersuchte. Je nach Tätigkeitsschwerpunkt gab es den Erzwardein (auch Erzprobierer), der die Erze untersuchte, und den Münzwardein, der die Münzen zu untersuchen hatte. Auch der Begriff „Berggegenprobierer“ war geläufig.

## Allgemeines zum Beruf
Die Berufsbezeichnung kommt vom französischen gardien „Aufseher“. Über das nordfranzösische wardien und das niederländische wardijn gelangte der Begriff ins Deutsche (wo es mit dem Begriff "Wärter" – vgl. auch Englisch "warden" – inhaltlich und lautlich verwandt ist) und ersetzte die ursprünglichen Begriffe Probierer, Hüter und Aufzieher. Anfänglich kam der Beruf des Wardeins aus dem Bergbau. Wardeine waren früher Chemiker in Berg- und Hüttenwerken und besaßen umfangreiche metallurgische Kenntnisse. Sie waren oft Goldschmiede und mussten auch das Scheiden von Gold-Silber-Legierungen (Güldischsilber) beherrschen.

## Bergwardein
Der Bergwardein war ein Bergbeamter, der die Erze überprüfte und deren Gehalt an nutzbaren Metallen bestimmte. Er handelte auf Anordnung des Bergamtes und führte zur Bestimmung des Metallgehaltes mehrere Messungen durch. Diese Untersuchungen waren erforderlich, damit die Schmelzhütten den Verhüttungsprozess entsprechend einstellen konnten.
Da die Tätigkeit des Probierers eine sehr verantwortungsvolle Aufgabe war, wurde er durch den Bergrichter vereidigt. Bei Streitigkeiten zwischen den Gewerken und den Schmelzhütten wurde der Erzprobierer als unparteiischer Sachverständiger gerufen und untersuchte die Erzproben. Seine Ergebnisse waren für beide Parteien verbindlich.

## Münzwardein
Der Münzwardein untersuchte die Münzen auf ihren Feingehalt an verwendeten Metallen bzw. Legierungen. Ihm oblag auch die Kontrolle des Münzmeisters, des Prägegutes und seiner Qualität sowie der Legierung und des Gewichts. Der Münzwardein wurde von den Münzherren beauftragt und somit in amtlicher Funktion bei der Feingehaltskontrolle von Edelmetall und Edelmetallwaren im Handel. Er stellte Münzgewichte (Gewichtsstücke aus Messing oder Kupfer zum Prüfen bzw. Nachwiegen von Goldmünzen) her und war bei ruhender Prägetätigkeit einer Münzstätte oft auch Verwahrer von Prägeeisen.
Für die Arbeit der Münzwardeine gab es bereits im 16. Jahrhundert genaue Probiervorschriften und Gesetze. Die ersten Probiervorschriften wurden vom Münzguardein Lazarus Ercker erstellt und galten als das Standardwerk der Metallanalytik im 16. Jahrhundert. Ihre Messwerkzeuge, wie zum Beispiel die Analysewaage, entwickelten und bauten die Münzwardeine größtenteils selbst, weil die Genauigkeit der besten Augsburger oder Nürnberger Waagen für den Wägevorgang nicht ausreichte.
Da die Aufsicht über das Münzwesen im Reich entsprechend der Reichsmünzordnung bei den von Maximilian I. geschaffenen Reichskreisen lag, wurden die Wardeine dieser Kreise auch Kreiswardeine oder Kreismünzwardeine genannt.

## Sonstiges
In Wien (heute 6. Bezirk, Mariahilf) wurde 1862 die Münzwardeingasse nach dem 1663 von Sigmund Hammerschmid († 1703) erworbenen Besitz benannt. Hammerschmid war kaiserlicher Münzwardein in der Wiener Münzstätte, sein Besitz erstreckte sich samt einem Garten ursprünglich von der Gumpendorfer Straße bis zur Mollardgasse, 1890 wurde darauf ein Fabriksgebäude errichtet.